# Здесь так принято
Здесь так принято — мысленный эксперимент, предложенный доктором Г.С. Стивенсоном в 1966-м году и описанный в его книге «Культурное усвоение специфической усвоенной реакции у макак-резусов», эксперимент получил известность в интернете как мем, цель которого объяснить о том как формируется общество и традиции на примере обезьян, бананов и холодного душа.

## Описание
В вольере находятся пять обезьян, посередине помещения стремянка, а сверху висит гроздь бананов. Время от времени одна из обезьян предпринимает попытку взобраться по стремянке, для того чтобы взять бананы — после этого всех остальных обезьян обдают холодной водой из брандспойта; остаётся сухой только та, что взяла бананы.
На второй день эксперимент повторяется с тем же результатом. На третий день обезьяны всей группой пытаются помешать своему сородичу достать бананы, применяя разные методы (кусание, вырывание шерсти, вытягивание со стремянки и т.д). В итоге обезьяна сдаётся и не делает попыток достать фрукты. 
Через несколько дней подобной практики обливания прекращаются, одну из обезьян произвольно заменяют на другую, новую. Та, в свою очередь, пытается достать бананы над стремянкой, однако ей препятствуют четыре старых обезьяны, при этом новая обезьяна не знает о том, что может случиться, если она возьмёт бананы. В итоге она также сдаётся. 
В очередной день ещё одну старую обезьяну меняют на свежую, и она также пытается отведать бананы, и ей также не позволяют это сделать. При этом новая обезьяна, которую вчера заменили и которая также подверглась нападкам других, тоже принимает активное участие в нападках на новую обезьяну, которая предпринимает попытки воспользоваться стремянкой. При том новая обезьяна делает это намного активней, чем остальные. 
Эксперимент продолжается, с последовательными заменами старых обезьян на новых, всякий раз с тем же результатом. В итоге изначальный состав обезьян из вольера полностью исчезает, а их место занимают новые, ни разу сами не подвергавшиеся обливаниям. Но тем не менее никто из них не приближается к стремянке и не посягает на бананы, хотя никого из них фактически ни разу не подвергали обливаниям. 
Опыт с заменой повторяется, старые обезьяны последовательно не позволяют другим новым притронуться к бананам, те прекращают попытки это сделать, а на следующий день сами принимают участие в нападках на нового сородича.
По версии автора, если бы обезьяны умели говорить, то на вопрос: «почему они сами не трогают бананы и другим не дают?» — они бы ответили, что «здесь так принято».

## Значение эксперимента
Данный опыт никем и нигде не проводился и существует только в воображении. Цель данного мысленного эксперимента показать суть того как формируется общество с их традициями, которые передаются из поколения в поколение, при этом потомки, соблюдая данные традиции, не знают их сути, но всё равно продолжают им потакать, потому что в обществе, в котором они живут, так принято.

## Гипотетические авторы
После распространения в интернете в качестве мема первоисточник никем не указывался.
Многие пытались связать этот эксперимент с учёным-психологом Гарри Харлоу, который был известен экспериментом по изучению любви с помощью детёныша макаки-резуса, однако никаких доказательств проведении эксперимента с традициями не было найдено.
Вторым гипотетическим автором является французский философ Бернар Вербер, данный эксперимент встречается в его книгах «Империя Ангелов», «Мы, боги» и «Новая Энциклопедия относительного и абсолютного знания» под названием «Опыт на шимпанзе», однако он не заявлял о своём авторстве и скорее всего идея принадлежит другому человеку.

## Исторические параллели
Эксперимент Джона Маккарти о проблеме искусственного интеллекта под названием «проблема обезьяны с бананом». Суть его такая: Обезьяна находится в комнате, в которой подвешена к потолку куча бананов, недосягаемая для Обезьяны. Однако в комнате есть также стул и палка. Потолок имеет нужную высоту, чтобы обезьяна, стоявшая на стуле, могла сбить палкой бананы. Обезьяна умеет передвигаться, носить с собой другие вещи, тянуться к бананам и махать палкой в воздухе. Какая лучшая последовательность действий для обезьяны?
Обезьяны имеют способность не только помнить, как охотиться и собирать, но и учиться новым вещам, как это происходит с обезьяной и бананами: несмотря на то, что обезьяна, возможно, никогда не попадала в такую ситуацию. Обезьяна способна сделать вывод, что ей нужно сделать лестницу, расположить их ниже бананов и подняться, чтобы дотянуться до них.
Степень, в которой такие способности следует приписывать инстинкту или обучению, является предметом дискуссий.
В 1984 году было замечено, что голубь способен решить проблему.

## Примечание
1. ↑  Was the experiment with five monkeys, a ladder, a banana and a water spray conducted? (англ.). Skeptics Stack Exchange. Дата обращения: 14 июня 2024. Архивировано 13 июня 2024 года.
2. ↑  Эксперимент с обезьянами: формирование общества. www.factroom.ru. Дата обращения: 22 августа 2022. Архивировано 19 августа 2022 года.
3. ↑  Воспитание покорного бездействия. B17.ru — Сайт психологов. Дата обращения: 22 августа 2022.
4. ↑  Жестокие эксперименты над привязанностью. Гарри Харлоу. Институт развития семейного устройства. Дата обращения: 22 августа 2022. Архивировано 22 августа 2022 года.
5. ↑  Проблема мавпи і банана (укр.) // Вікіпедія. — 2021-01-30.
6. ↑  A Pigeon Solves the Classic Box-and-Banana Problem. Дата обращения: 22 августа 2022. Архивировано 27 ноября 2022 года.